# Панхартек, Франтишек
Франтишек Панхартек (чеш. František Panchártek, 27 марта 1946, Пардубице — 19 марта 2021) — чехословацкий хоккеист, защитник. Серебряный призёр чемпионата мира 1971 года.

## Биография
Франтишек Панхартек является воспитанником клуба «Тесла Пардубице». Кроме двух сезонов, проведённых в армейской команде «Дукла Йиглава», Панхартек всю свою карьеру играл за «Теслу». Является двукратным чемпионом Чехословакии, в 1973 году помог родному клубу впервые в своей истории выиграть чемпионат Чехословакии. Вместе с партнёром по обороне Карелом Вограликом и тройкой нападения Новак—Штястны—Мартинец был членом ударного звена «Теслы».
Одним из главным успехов Панхартека стала серебряная медаль чемпионата мира 1971 года. Всего за сборную Чехословакии сыграл 28 матчей, забил 2 гола.
Его сын Франтишек (род.13.07.1969 г.) тоже был хоккеистом, провёл 2 игры за «Теслу» в сезоне 1988/89.

## Достижения
Чемпион Чехословакии 1967 и 1973
 Серебряный призёр чемпионата мира 1971
 Серебряный призёр чемпионатов Чехословакии 1966, 1975 и 1976
 Бронзовый призёр чемпионата Чехословакии 1974